# لؤی العمایره
لوی العمایره (انگلیسی: Lo'ai Al-Amaireh؛ زاده ۲ اکتبر ۱۹۷۸) یک بازیکن فوتبال اهل اردن است.
وی همچنین در تیم ملی فوتبال اردن بازی کرده است.